# Nigeria i olympiska sommarspelen 2000
Nigeria deltog i de olympiska sommarspelen 2000 med en trupp bestående av 83 deltagare, 44 män och 39 kvinnor, och de tog totalt tre medaljer.

## Medaljer

### Guld
- Sunday Bada, Clement Chukwu, Jude Monye, Enefiok Udo-Obong, Nduka Awazie (försök), Fidelis Gadzama (försök) — Friidrott, Men's 4x400 m relay[2]

### Silver
- Glory Alozie - Friidrott, 100 m häck
- Sunday Bada, Clement Chukwu, Jude Monye, Enefiok Udo-Obong, Nduka Awazie (i försöken), Fidelis Gadzama (i försöken) - Friidrott, 4 x 400 m
- Ruth Ogbeifo - Tyngdlyftning, tungvikt 75 kg

## Boxning
Lätt weltervikt
- Ajose Olusegun
  - Omgång 1 — Besegrade Anoushirvan Nourian från Iran
  - Omgång 2 — Förlorade mot Ricardo Williams från USA (gick inte vidare)

Mellanvikt
- Albert Eromosele
  - Omgång 1 — Bye
  - Omgång 2 — Förlorade mot Albert Eromosele från Ryssland (gick inte vidare)

Lätt tungvikt
- Jegbefumere Albert
  - Omgång 1 — Bye
  - Omgång 2 — Besegrade Troy Amos-Ross från Kanada
  - Kvartsfinal — Förlorade mot Rudolf Kraj från Tjeckien (gick inte vidare)

Tungvikt
- Rasmus Ojemaye
  - Omgång 1 — Bye
  - Omgång 2 — Förlorade mot Félix Savón från Kuba (gick inte vidare)

Supertungvikt
- Samuel Peter
  - Omgång 1 — Bye
  - Omgång 2 — Besegrade Onofrei Constantin från Rumänien
  - Kvartsfinal — Förlorade mot Paolo Vidoz från Italien (gick inte vidare)

## Fotboll
Damer
| Nr             | Namn              | Klubb     | Född            | SM        | Mål       |           | Gult kort · Gult kort · Rött kort | Rött kort |
| Målvakter      | Målvakter         | Målvakter | Målvakter       | Målvakter | Målvakter | Målvakter | Målvakter                         | Målvakter |
| -------------- | ----------------- | --------- | --------------- | --------- | --------- | --------- | --------------------------------- | --------- |
| 1              | Ann Chiejine      |           | 2 februari 1974 |           |           |           |                                   |           |
| 18             | Judith Chime      |           | 20 maj 1978     |           |           |           |                                   |           |
| 22             | Precious Dede     |           | 18 januari 1980 |           |           |           |                                   |           |
| Försvarare     |                   |           |                 |           |           |           |                                   |           |
| 2              | Yinka Kudaisi     |           | 25 augusti 1975 |           |           |           |                                   |           |
| 4              | Perpetua Nkwocha  |           | 3 januari 1976  |           |           |           |                                   |           |
| 5              | Eberechi Opara    |           | 6 mars 1976     |           |           |           |                                   |           |
| 6              | Kikelomo Ajayi    |           | 28 april 1977   |           |           |           |                                   |           |
| 16             | Florence Iweta    |           | 29 mars 1983    |           |           |           |                                   |           |
| 21             | Vivian Nkemakolam |           | 24 maj 1976     |           |           |           |                                   |           |
| Mittfältare    |                   |           |                 |           |           |           |                                   |           |
| 3              | Martha Tarhemba   |           | 1 april 1978    |           |           |           |                                   |           |
| 9              | Gloria Usieta     |           | 19 juni 1977    |           |           |           |                                   |           |
| 10             | Mercy Akide       |           | 26 augusti 1975 |           |           |           |                                   |           |
| 13             | Nkiru Okosieme    |           | 1 mars 1972     |           |           |           |                                   |           |
| 14             | Florence Omagbemi |           | 2 februari 1975 |           |           |           |                                   |           |
| 15             | Maureen Mmadu     |           | 7 maj 1975      |           |           |           |                                   |           |
| Anfallare      |                   |           |                 |           |           |           |                                   |           |
| 7              | Stella Mbachu     |           | 16 april 1978   |           |           |           |                                   |           |
| 8              | Rita Nwadike      |           | 3 november 1974 |           |           |           |                                   |           |
| 11             | Ifeanyi Chiejine  |           | 17 maj 1983     |           |           |           |                                   |           |
| 12             | Patience Avre     |           | 10 juni 1976    |           |           |           |                                   |           |
| 17             | Nkechi Egbe       |           | 5 februari 1978 |           |           |           |                                   |           |
| 18             | Lami Adamu        |           | 20 maj 1978     |           |           |           |                                   |           |
| 19             | Lami Adamu        |           | 20 januari 1979 |           |           |           |                                   |           |
| Förbundskapten |                   |           |                 |           |           |           |                                   |           |
|                | Mabo Ismaila      |           |                 |           |           |           |                                   |           |

Gruppspel
| Lag     | S | V | O | F | GM | IM | MS | P |
| ------- | - | - | - | - | -- | -- | -- | - |
| USA     | 3 | 2 | 1 | 0 | 6  | 2  | +4 | 7 |
| Norge   | 3 | 2 | 0 | 1 | 5  | 4  | +1 | 6 |
| Kina    | 3 | 1 | 1 | 1 | 5  | 4  | +1 | 4 |
| Nigeria | 3 | 0 | 0 | 3 | 3  | 9  | −6 | 0 |

Herrar
| Nr          | Namn               | Födelsedatum      | Klubb                       |
| Målvakter   | Målvakter          | Målvakter         | Målvakter                   |
| ----------- | ------------------ | ----------------- | --------------------------- |
| 1           | Greg Etafia        | 30 september 1982 | Lobi Stars                  |
| 18          | Sam Okoye          | 1 maj 1980        | Enugu Rangers               |
| Försvarare  |                    |                   |                             |
| 2           | Gbenga Okunowo     | 1 mars 1979       | FC Barcelona                |
| 3           | Celestine Babayaro | 29 augusti 1978   | Chelsea FC                  |
| 5           | Furo Iyenemi       | 17 juli 1978      | Royal Antwerp FC            |
| 6           | Christopher Kanu   | 4 december 1979   | Ajax Amsterdam              |
| 15          | Godwin Okpara      | 20 september 1972 | Paris Saint-Germain FC      |
| 16          | Isaac Okoronkwo    | 1 maj 1978        | FK Sjachtar Donetsk         |
| Mittfältare |                    |                   |                             |
| 10          | Azubike Oliseh     | 22 november 1978  | FC Utrecht                  |
| 11          | Garba Lawal        | 22 maj 1974       | Roda JC                     |
| 12          | Henry Onwuzuruike  | 26 december 1979  | SpVgg Greuther Fürth        |
| 14          | Blessing Kaku      | 5 mars 1978       | KRC Genk                    |
| Anfallare   |                    |                   |                             |
| 4           | Johnson Sunday     | 10 januari 1981   | Kwara United FC             |
| 7           | Victor Agali       | 29 december 1978  | FC Hansa Rostock            |
| 8           | Bright Igbinadolor | 16 december 1980  | Sporting de Gijón           |
| 9           | Yakubu Ayegbeni    | 22 november 1982  | Maccabi Haifa FC            |
| 13          | Pius Ikedia        | 11 juli 1980      | Ajax Amsterdam              |
| 17          | Julius Aghahowa    | 12 februari 1982  | Espérance sportive de Tunis |

Gruppspel
| Lag        | S | V | O | F | GM | IM | MS | P |
| ---------- | - | - | - | - | -- | -- | -- | - |
| Italien    | 3 | 2 | 1 | 0 | 5  | 2  | +3 | 7 |
| Nigeria    | 3 | 1 | 2 | 0 | 7  | 6  | +1 | 5 |
| Honduras   | 3 | 1 | 1 | 1 | 6  | 7  | −1 | 4 |
| Australien | 3 | 0 | 0 | 3 | 3  | 6  | −3 | 0 |

Slutspel
|  | Kvartsfinaler            | Kvartsfinaler            |                       |       | Semifinaler | Semifinaler |  |  | Final                 | Final |
|  |                          |                          |                       |       |             |             |  |  |                       |       |
|  | 23 september - Adelaide  |                          |                       |       |             |             |  |  |                       |       |
|  |                          |                          |                       |       |             |             |  |  |                       |       |
|  | USA (str.)               | 2 (5)                    |                       |       |             |             |  |  |                       |       |
|  | USA (str.)               | 2 (5)                    | 26 september - Sydney |       |             |             |  |  |                       |       |
|  | Japan                    | 2 (4)                    |                       |       |             |             |  |  |                       |       |
|  | Japan                    | 2 (4)                    | USA                   | 1     |             |             |  |  |                       |       |
|  | 23 september - Sydney    |                          | USA                   | 1     |             |             |  |  |                       |       |
|  |                          | Spanien                  | 3                     |       |             |             |  |  |                       |       |
|  | Italien                  | Spanien                  | 3                     | 0     |             |             |  |  |                       |       |
|  | Italien                  |                          | 30 september - Sydney | 0     |             |             |  |  |                       |       |
|  | Spanien                  | 1                        |                       |       |             |             |  |  |                       |       |
|  | Spanien                  | 1                        | Spanien               | 2 (3) |             |             |  |  |                       |       |
|  | 23 september - Brisbane  |                          | Spanien               | 2 (3) |             |             |  |  |                       |       |
|  |                          | Kamerun (str.)           | 2 (5)                 |       |             |             |  |  |                       |       |
|  | Brasilien                | Kamerun (str.)           | 2 (5)                 | 1     |             |             |  |  |                       |       |
|  | Brasilien                | 26 september - Melbourne |                       | 1     |             |             |  |  |                       |       |
|  | Kamerun (e.f.)           | 2                        |                       |       |             |             |  |  |                       |       |
|  | Kamerun (e.f.)           | 2                        | Kamerun               | 2     | Bronsmatch  | Bronsmatch  |  |  |                       |       |
|  | 23 september - Melbourne |                          | Kamerun               | 2     | Bronsmatch  | Bronsmatch  |  |  |                       |       |
|  |                          | Chile                    | 1                     |       |             |             |  |  |                       |       |
|  | Chile                    | Chile                    | 1                     | 4     | USA         | 0           |  |  |                       |       |
|  | Chile                    |                          |                       | 4     | USA         | 0           |  |  |                       |       |
|  | Nigeria                  | 1                        |                       | Chile | 2           |             |  |  |                       |       |
|  | Nigeria                  | 1                        |                       |       | 2           |             |  |  |                       |       |
|  |                          |                          |                       |       |             |             |  |  | 29 september - Sydney |       |
|  |                          |                          |                       |       |             |             |  |  |                       |       |

## Friidrott
Herrarnas 100 meter
- Sunday Emmanuel
  - Omgång 1 — 10.31
  - Omgång 2 — 10.36
  - Semifinal — 10.45 (gick inte vidare)
- Deji Aliu
  - Omgång 1 — 10.35
  - Omgång 2 — 10.29
  - Semifinal — 10.32 (gick inte vidare)
- Seun Ogunkoya
  - Omgång 1 — 10.72 (gick inte vidare)

Herrarnas 200 meter
- Francis Obikwelu
  - Omgång 1 — 20.76
  - Omgång 2 — 20.33
  - Semifinal — 20.71 (gick inte vidare)
- Uchenna Emedolu
  - Omgång 1 — 20.87
  - Omgång 2 — 20.93 (gick inte vidare)

Herrarnas 400 meter
- Sunday Bada
  - Omgång 1 — 45.75 (gick inte vidare)
  - Omgång 2 — 45.83 (gick inte vidare)
- Jude Monye
  - Omgång 1 — 45.79
  - Omgång 2 — 46.32 (gick inte vidare)
- Nduka Awazie
  - Omgång 1 — 46.81 (gick inte vidare)

Herrarnas 400 meter häck
- Sylvester Omodiale
  - Omgång 1 — 51.06 (gick inte vidare)

Herrarnas 4 x 100 meter stafett
- Lucky Anusim Nnamdi, Deji Aliu, Uchenna Emedolu, Sunday Emmanuel
  - Omgång 1 — 38.85
  - Semifinal — DNF (gick inte vidare)

Herrarnas 4 x 400 meter stafett
- Nduka Awazie, Sunday Bada, Clement Chukwu, Fidelis Gadzama, Jude Monye, Enefick Udo-Obong
  - Omgång 1 — 03:01.20
  - Semifinal — 03:01.06
  - Final — 02:58.68 (gud)

Herrarnas kulstötning
- Chima Ugwu
  - Kval — 19.11 (gick inte vidare)

Herrarnas diskuskastning
- Chima Ugwu
  - Kval — DNS (gick inte vidare)

Damernas 100 meter
- Mary Onyali-Omagbemi
  - Omgång 1 — 11.36
  - Omgång 2 — 11.40 (gick inte vidare)
- Mercy Nku
  - Omgång 1 — 11.41
  - Omgång 2 — 11.26
  - Semifinal — 11.56 (gick inte vidare)
- Joan Uduak Ekah
  - Omgång 1 — 11.60
  - Omgång 2 — 11.67 (gick inte vidare)

Damernas 200 meter
- Mary Onyali-Omagbemi
  - Omgång 1 — 22.90
  - Omgång 2 — 23.03 (gick inte vidare)
- Mercy Nku
  - Omgång 1 — 23.14
  - Omgång 2 — 22.95
  - Semifinal — 23.40 (gick inte vidare)
- Fatima Yusuf-Olukoju
  - Omgång 1 — 23.21
  - Omgång 2 — 23.21 (gick inte vidare)

Damernas 400 meter häck
- Olabisi Afolabi
  - Omgång 1 — 51.61
  - Omgång 2 — 51.87 (gick inte vidare)
- Charity Opara
  - Omgång 1 — 51.77
  - Omgång 2 — 51.04 (gick inte vidare)
- Falilat Ogunkoya
  - Omgång 1 — 51.88
  - Omgång 2 — 50.49
  - Semifinal — 50.18
  - Final — 50.12 (7:e plats)

Damernas 100 meter häck
- Gloria Alozie
  - Omgång 1 — 12.84
  - Omgång 2 — 12.84
  - Semifinal — 12.68
  - Final — 12.68 (Silver)
- Angela Atede
  - Omgång 1 — 13.09
  - Omgång 2 — 13.11 (gick inte vidare)

Damernas 4 x 100 meter stafett
- Benedicta Ajudua, Glory Alozie, Mercy Nku, Mary Onyali-Omagbemi
  - Omgång 1 — 43.28
  - Semifinal — 42.82
  - Final — 44.05 (7:e plats)

Damernas 4 x 400 meter stafett
- Olabisi Afolabi, Doris Jacob, Falilat Ogunkoya, Rosemary Okafor, Charity Opara
  - Omgång 1 — 03:22.99
  - Final — 03:23.80 (4:e plats)

Damernas kulstötning
- Vivian Chukwuemeka
  - Kval — 17.47 (gick inte vidare)

Damernas längdhopp
- Patience Itanyi
  - Kval — 6.33 (gick inte vidare)